# فرنسيس ستيفن
فرنسيس ستيفن هو فلاح وسياسي أمريكي، ولد في 5 نوفمبر 1836، وتوفي في 15 ديسمبر 1879. نشط حزبياً في الحزب الديمقراطي. وقد انتخب عضو جمعية ولاية ويسكونسن ‏.